# BOV-3
BOV-3 — зенітна самохідна установка (ЗСУ) призначена для захисту бойових порядків військ і стаціонарних об'єктів від засобів повітряного нападу, що низько летять, а також ураження наземних цілей. Створена на початку 80-х років на базі бронеавтомобіля BOV.

## Конструкція
- Зварний корпус із сталевих броньових листів забезпечує протипульний захист.
- Силова установка складається із шестициліндрового дизельного двигуна F6L 413 потужністю 148 к.с.
- Колісна формула – 4×4.
- При розробці було прийнято рішення, у відкритій зверху вежі кругового обертання, розмістить ліцензійний варіант зброї Іспано-Сюїза HS804 - 20-мм автоматичною гарматою M55A4B1 з боєкомплектом 25 дискових магазинів по 60 пострілів у кожному.
- Швидкострільність - 750 пострілів за хвилину.
- Дальність ефективної стрілянини по наземним цілям - 2000 метрів, повітряним - 1500 метрів.
- Максимальний кут піднесення – +83°.
- Установка оснащена оптичним прицілом J-171 у задній частині вежі.
- Значним недоліком ЗСУ було розміщення магазинів на 60 снарядів кожен зверху гармат.

## Оператори
Сербія — 85 одиниць, у резерві ППО
 Боснія і Герцеговина — 29 одиниць
 Хорватія